# Liodytes pygaea
Espèce
Synonymes
- Contia pygaea Cope, 1871
- Seminatrix pygaea (Cope, 1871)
- Seminatrix pygaea cyclas Dowling, 1950
- Seminatrix pygaea paludis Dowling, 1950

Statut de conservation UICN

 LC  : Préoccupation mineure
Liodytes pygaea est une espèce de serpents de la famille des Natricidae.

## Répartition
Cette espèce est endémique des États-Unis. Elle se rencontre en Floride, dans le sud-est de l'Alabama, en Géorgie, en Caroline du Sud et dans l'est de la Caroline du Nord,.

## Description
C'est un serpent vivipare.

## Liste des sous-espèces
Selon The Reptile Database (1 avril 2015) :
- Liodytes pygaea cyclas (Dowling, 1950)
- Liodytes pygaea paludis (Dowling, 1950)
- Liodytes pygaea pygaea (Cope, 1871)

## Publications originales
- Cope, 1871 : Ninth Contribution to the Herpetology of Tropical America. Proceedings of the Academy of Natural Sciences of Philadelphia, vol. 23, no 2, p. 200-224 (texte intégral).
- Cope, 1895 : On some North American Snakes. The American Naturalist, vol. 29, p. 676-680 (texte intégral).
- Dowling, 1950 : Studies of the black swamp snake, Seminatrix pygaea (Cope), with descriptions of two new subspecies. Miscellaneous publications, Museum of Zoology, University of Michigan, no 76, p. 1-38 (texte intégral).